# CMC Records
CMC (forkortelse af Creative Media Company), også kendt som CMC Records, er et dansk pladeselskab fra Pandrup. Selskabet blev grundlagt i 1993 af brødrene Benny og Verner Bach Pedersen, efter salget af Elap Music i 1992, med Jens Ove Friis som direktør.
Selskabets udgivelser spænder fra dansk og international rock-, og popmusik til klassisk og schlager-, og dansktopmusik, samt lavpris-opsamlingsalbum. CMC har bl.a. udgivet folkelige danske artister som Shu-Bi-Dua, Bamses Venner, Poul Krebs, Kandis, Lars Lilholt Band, og Big Fat Snake. På det internationale marked har selskabet stået bag udgivelser med bl.a. Kenny Rogers, Sailor, Richard Clayderman, John Denver, og Smokie. Selskabet blev desuden kendt for at sælge deres CD'er i supermarkeder og på tankstationer, samt for at gøre stort brug af tv-kampagner. Den 1. januar 1995 købte selskabet Puk-studierne ved Randers.
CMC opkøbte i 1993 pladeselskabet Harlekin, der står for udgivelsen af dansktop-musik. I midten af 1990'erne åbnede CMC underafdelingerne Smash Records og Happy One Records, der var drevet af henholdsvis producer Karsten Dahlgaard og dj LP Støvring, og fokuserede på dance- og popmusik. I 1999 oprettedes underafdelingen RecArt Music, som udgav mere rock-prægede navne som Andrew Strong, Flemming Jørgensen, Johnny Madsen og Gnags.
CMC blev solgt til det multinationale selskab EMI i 1997, og Benny Bach blev siddende som direktør. På dette tidspunkt havde CMC en markedsandel på 15 pct. af danske udgivelser. I 2003 blev CMC tilbagekøbt fra EMI af Benny Bach. CMC blev i 2004 en del af holdingselskabet MBO Group, ejet af Benny Bach og tidligere Medley Records-ejer Michael Ritto.